# Dick Stewart
Dick Stewart ist ein ehemaliger US-amerikanischer Basketballtrainer.

## Werdegang
Stewart war als Lehrer und Basketballtrainer an einer amerikanischen Schule in Heidelberg tätig. Ab 1972 war er auch Trainer des Basketball-Bundesligisten USC Heidelberg. Unter Stewarts Leitung wurde der USC in der Saison 1972/73 deutscher Meister. Nach dem Erfolg endete seine Amtszeit beim USC. Stewart ging in die Vereinigten Staaten zurück, kehrte 1974 aber nach Heidelberg und zum USC zurück. Die Mannschaft betreute er bis Ende Dezember 1974. Zur Trennung kam es, da bei Stewart und den Vereinsverantwortlichen unterschiedliche Meinungen über die Trainingsgestaltung sowie die Führung der Mannschaft bestanden. Nach Aussage des damaligen Heidelberger Spielers Dietrich Keller erfolgte die Ablösung Stewarts, da der US-Amerikaner zu hohe Anforderungen in den Übungseinheiten stellte, die die berufstätigen Keller und Hans Riefling nicht bewältigen konnten.
Stewart war später in der Türkei tätig, 1977 führte er die Auswahl der Vereinigten Staaten, unter anderem mit Magic Johnson, zum Gewinn des Albert-Schweitzer-Turniers.